# Where Everybody Knows Your Name
«Where Everybody Knows Your Name» (en català, On tothom sap el vostre nom) és el tema de la comèdia de situació de televisió Cheers. La cançó va ser escrita per Gary Portnoy i Judy Hart Angelo i interpretada per Portnoy el 1982. Poc després de l'estrena de Cheers, Portnoy va tornar a l'estudi per gravar una versió més llarga de la cançó que va arribar a les llistes de pop britàniques i estatunidenques.
La versió completa es va publicar a l'àlbum Keeper de Portnoy, el 2004. El gener de 2013, Argentum Records va llançar a iTunes un EP de cinc cançons titulat Cheers: Music from the TV Series que també inclou la versió original de demostració de Portnoy, així com diversos intents anteriors de Portnoy i Angelo de compondre el tema.

## Història
El 1981, el compositor de Nova York Gary Portnoy ja havia escrit cançons per a Air Supply ("I'll Never Get Enough") i Dolly Parton ("Say Goodnight"). Una nit de l'estiu d’aquell mateix any, la seva amiga Judy Hart estava asseguda al costat d’un productor de Broadway al sopar. En assabentar-se que Hart treballava per a un editor musical, li va preguntar si podia recomanar a algú que composés la partitura per a un nou musical que produïa. Per caprici, Hart, que mai havia escrit una cançó, es va apropar a Portnoy, que mai no havia escrit per al teatre. Junts es van proposar compondre les paraules i la música del musical anomenat Preppies.
A la primavera del 1982, Judy, que ara utilitzava el seu nom de casada complet, Judy Hart Angelo, va enviar una cinta del número inicial de Preppies "People Like Us" a un amic de Califòrnia, que després el va transmetre als productors de televisió Glen i Les Charles. En sentir-ho, van sentir que amb una re-escriptura lírica "People Like Us" seria el tema perfecte per a la seva pròxima comèdia de la cadena NBC, Cheers. En assabentar-se que "People Like Us" estava legalment lligat al musical Preppies, els germans Charles van demanar a Portnoy i Hart Angelo que prenguessin un paper en la composició d'un tema específicament per a Cheers. La cançó que va resultar, "My Kind of People", semblava una versió reelaborada de "People Like Us". Posteriorment va ser rebutjada.
Portnoy i Hart Angelo van escriure i enviar dos temes potencials més per a Cheers. Un d'ells, titulat "Another Day", contenia una línia lírica "There are times when it's fun to take the long way home" (Hi ha moments en què és divertit fer el llarg camí cap a casa) que va agradar molt als germans Charles, però, la cançó va ser descartada. La quarta cançó començava amb una introducció enganxosa seguida d’acords alternats senzills en un piano. Les primeres línies de vers, tant musicalment com líricament, eren un lament. Aleshores, el vers es va convertir en un refrany que semblava captar l'essència de per què la gent pot voler anar a un lloc com "Cheers", un lloc "On tothom sap el vostre nom". Els dos compositors van gravar una senzilla demostració de piano/veu de la nova cançó per als productors de Cheers. En escoltar-la, els germans Charles li van donar el seu segell d’aprovació i, una vegada que Portnoy i Hart Angelo havien complert una sol·licitud d’uns quants canvis lírics destinats a ampliar l’atractiu de la cançó a un públic més general, "Where Everybody Knows Your Name" va ser designat oficialment com a tema de Cheers". El vers inicial:
Singin' the blues when the Red Sox lose,
it's a crisis in your life.
On the run 'cause all your girlfriends
wanna be your wife.
And the laundry ticket's in the wash.
es va canviar a:
Makin' your way in the world today
takes everything you've got.
Takin' a break from all your worries
sure would help a lot.
Wouldn’t you like to get away?
Després de diversos mesos de reflexió sobre possibles cantants externs, els productors finalment van demanar a Gary Portnoy que gravés la veu per l'opening de la seva nova sèrie. (El cor de la cançó són sis veus de Portnoy que va gravar una sobre l'altra per crear el "so de grup" del ganxo.) També es va decidir mantenir la sensació senzilla de la demostració de Nova York a la versió televisiva, reduint al mínim el nombre d’instruments. La versió finalitzada del tema Cheers es va gravar el 13 d'agost de 1982 a Paramount Pictures de Los Angeles, Califòrnia.

## Reconeixements
La cançó va rebre una nominació als premis Emmy el 1983 per "Outstanding Achievement in Music and Lyrics". En una enquesta de Readers del 2011 a la revista Rolling Stone, "Where Everybody Knows Your Name" va ser elegit el millor tema televisiu de tots els temps. El 2013, els editors de la revista TV Guide van nomenar "Where Everybody Knows Your Name", el tema de televisió més gran de tots els temps.

## Gràfics
| Llista (1983-84)                                      | Millor posició |
| ----------------------------------------------------- | -------------- |
| Llista de vendes d'albums dels Estats Units d'Amèrica | 83             |
| Llista de vendes d'albums del Regne Unit              | 58             |